# Sarangmandi
Sarangmandi is een bestuurslaag in het regentschap Bangka Tengah van de provincie Bangka-Belitung, Indonesië. Sarangmandi telt 3055 inwoners (volkstelling 2010).